# Gafarró del Iemen
El gafarró del Iemen (Crithagra menachensis) és un ocell de la família dels fringíl·lids (Fringillidae).

## Hàbitat i distribució
Habita matolls de les muntanyes d'Etiòpia, sud-oest de l'Aràbia Saudita i el Iemen.